# 澎湖福德祠
澎湖福德祠，主祀福德正神（土地公），舊稱土地公間仔，又名善後祠:94，屬於闔澎公廟的土地公祠。

## 沿革

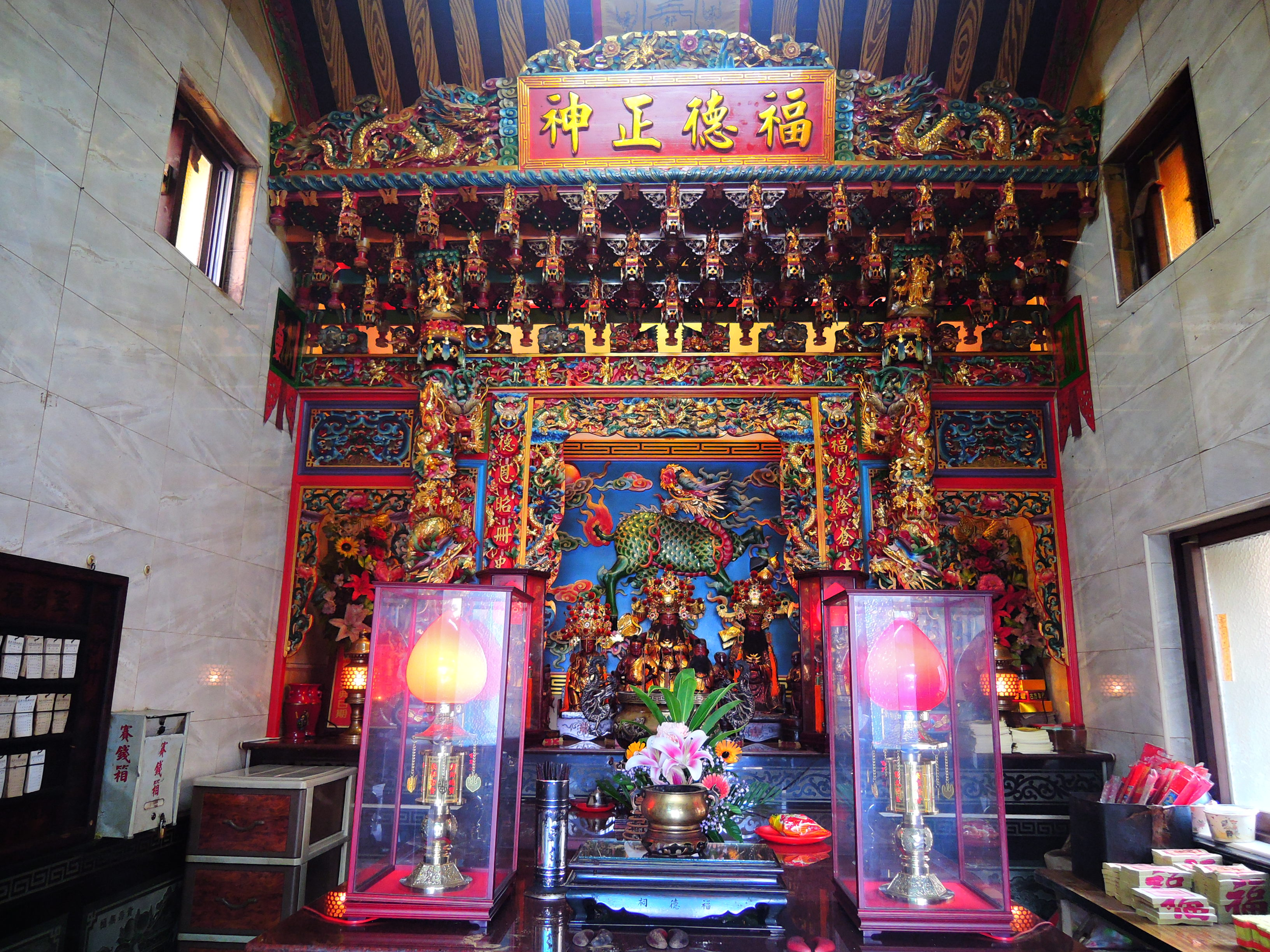
福德善後祠內殿，攝於2018年9月。

澎湖福德祠據《澎湖廳志》中引據扶乩人員的口述，福德祠始建於乾隆56年（1791年），是文獻紀錄中馬公市最早的土地公祠，但開基年份僅可作為參考，未可盡信。
福德祠的土地公原本供奉於媽宮城隍廟之中，後因城隍廟擴建增祀六司官，遂遷建於今址。
嘉慶年間，增祀福德夫人（土地婆）。昭和三年（1928年），本設於福德善後祠對角的財神廟被拆除（即今日臺灣銀行澎湖分行所在），信眾將財神移祀於福德祠，澎湖福德祠自始兼任馬公市區的財神廟。
民國65年（1976年），信徒樂捐重建廟舍，坐南朝北。同年開始，每逢農曆二月初二土地公誕辰，信眾皆會舉辦建醮慶生活動，延續迄今。當時福德祠之規制，土地公置於殿內神龕中央，神龕兩側楹聯的上聯曰：「福載壽筵親厚德」、下聯曰：「正褒邪黜仰明神」，左右各置財神爺與土地婆。
民國106年（2017年）五月再度翻修，於同年12月竣工，20日舉行入火安座大典。

## 文物

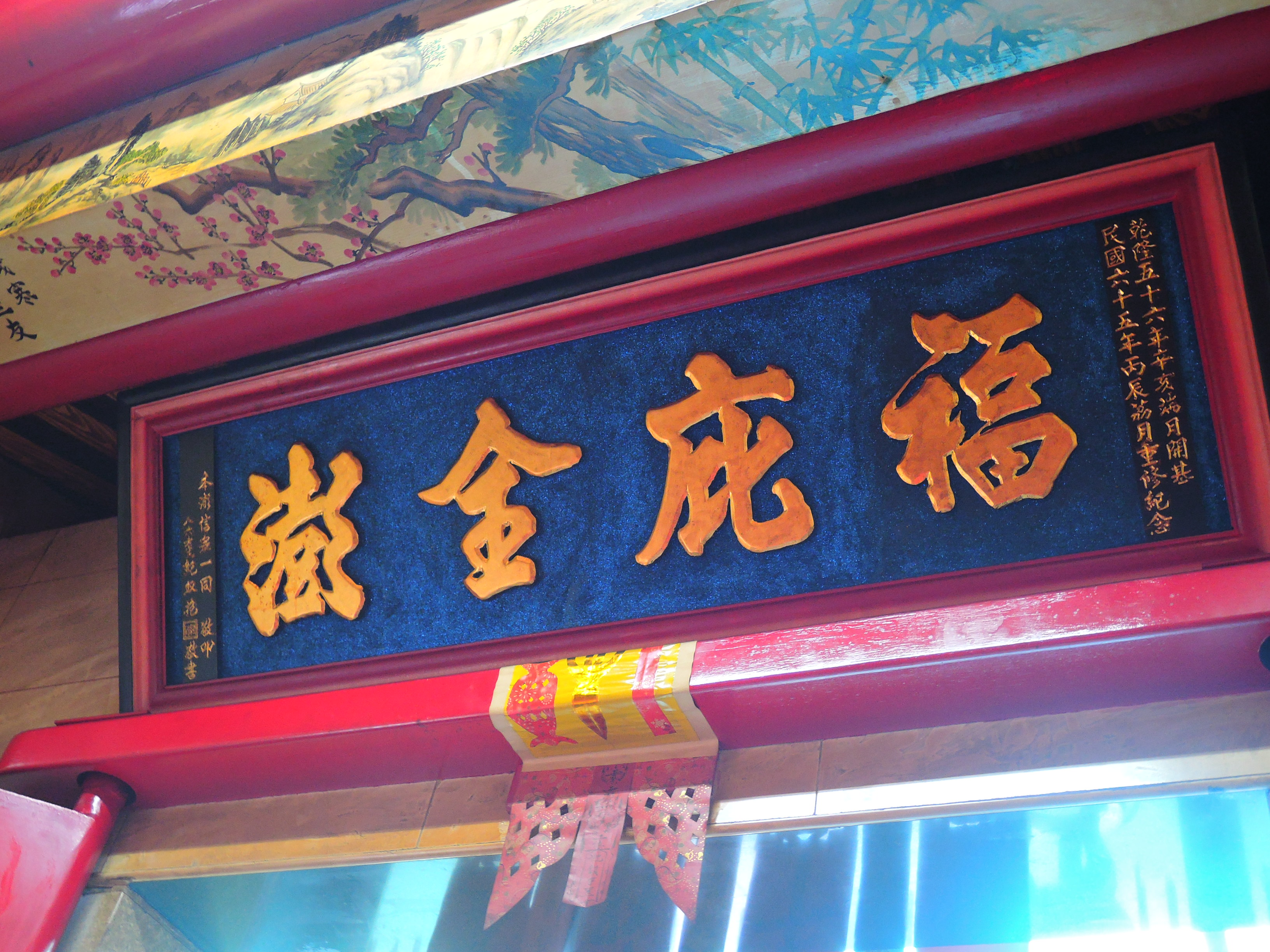
福庇全澎匾，名士紀雙抱題。（攝於2018年9月）

- 「福庇全澎」匾：澎湖鄉紳紀雙抱題於民國65年（1976年）丙辰荔月。
- 根據澎湖文史工作者陳鼎盛紀錄，福德祠內應尚存「福庥善德」、「錫茲禮福」二匾[3]，已移至遮雨棚外夾縫處，未置殿內。

## 圖輯

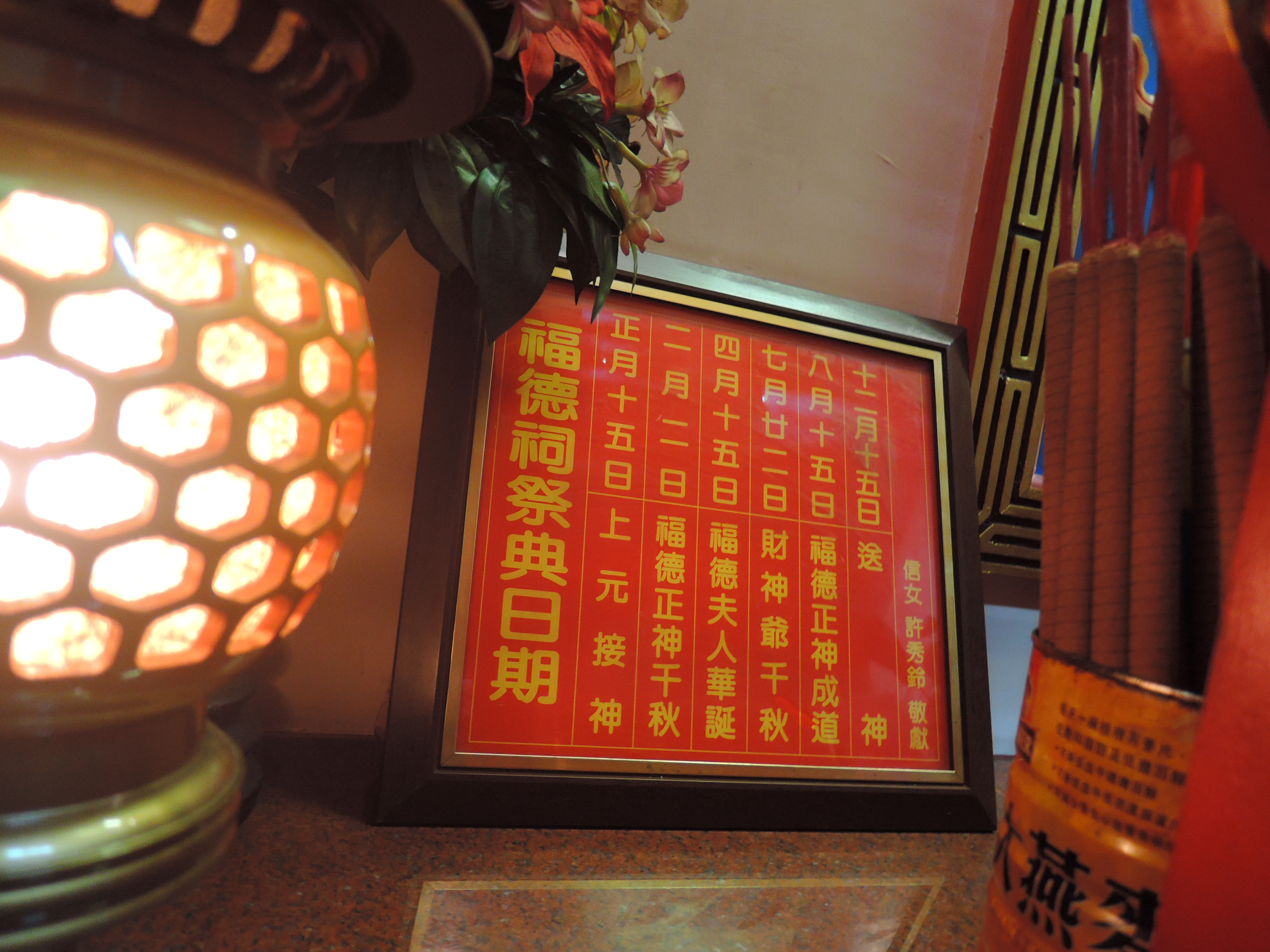
祭辰日期
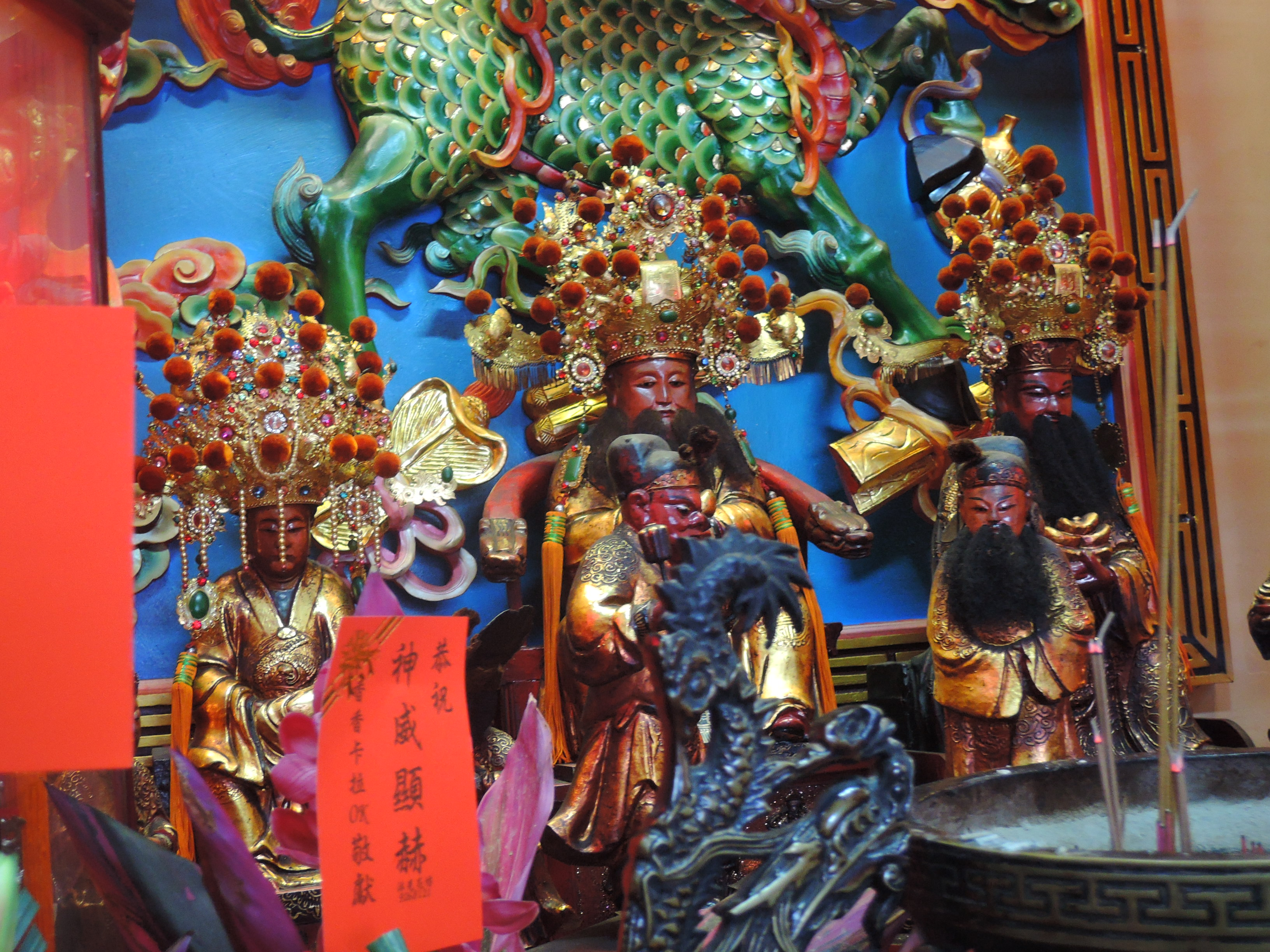
土地公與土地婆
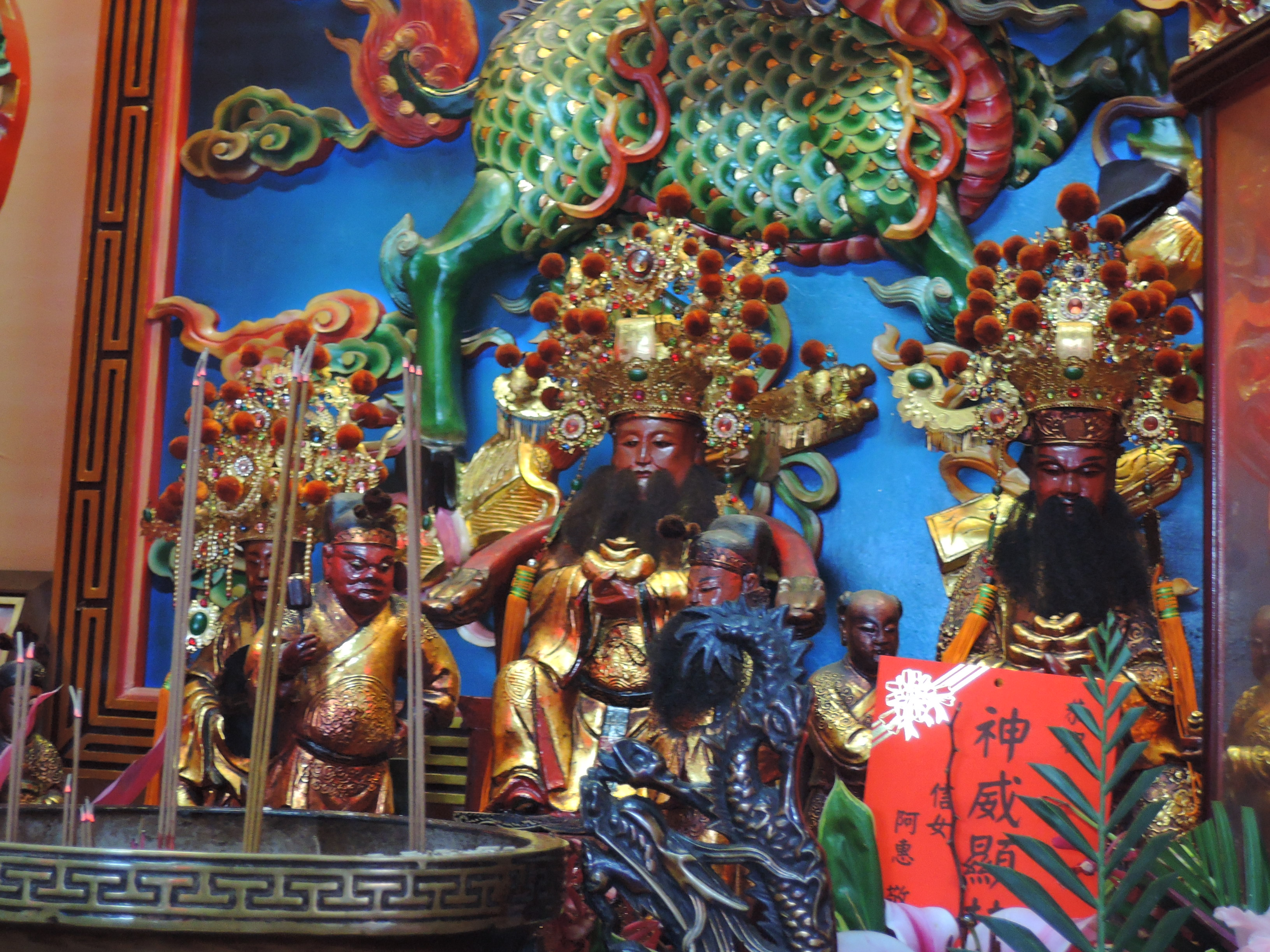
土地公與財神爺
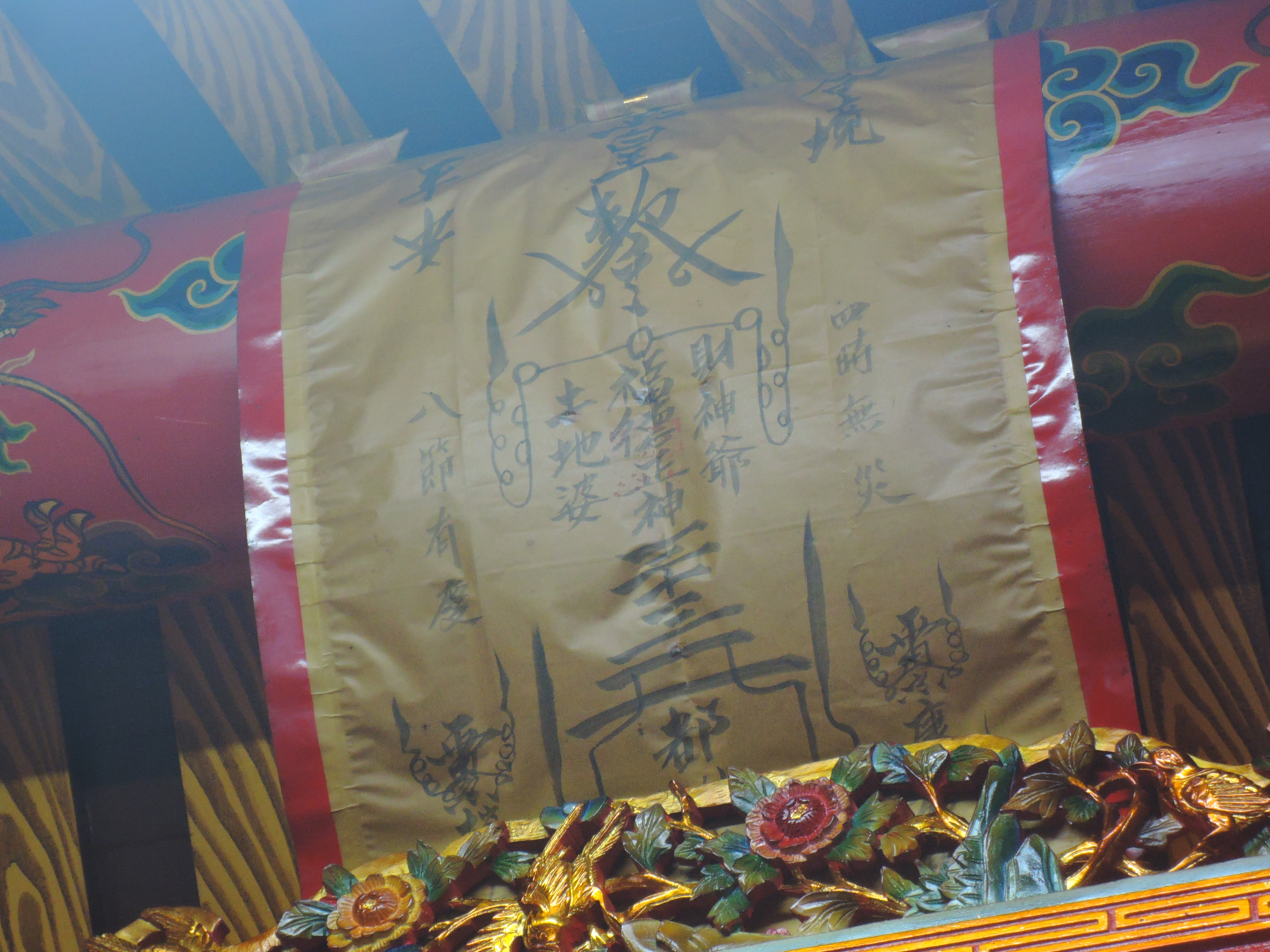
大符雷令

23°33′55″N 119°33′57″E / 23.565298°N 119.565962°E

## 內部連結
- 澎湖景福祠
- 媽宮城隍廟
- 闔澎公廟
- 紀雙抱